# Ovaciones
Ovaciones är en av Mexikos största dagstidningar. Den ges ut morgon och kväll.